# Australia's Next Top Model
Australia's Next Top Model là chương trình truyền hình thực tế của nước Úc sản xuất dựa theo bản quyền chương trình cùng tên của Mỹ. Chương trình xoay quanh mối quan hệ của một nhóm các cô gái trẻ sống chung với nhau vài tuần trong một căn nhà biệt lập, trong lúc này họ phải cạnh tranh với nhai qua từng bức ảnh, từng bài học làm người mẫu và từng thử thách để giành danh hiệu Australia's Next Top Model. Thông thường, phần thể hiện của thí sinh kém nhất có thể là lý do loại cô ta khỏi cuộc chơi, qua mỗi tuần số lượng thí sinh giảm dần và hai người còn lại sẽ tranh tà với nhau ở thử thách cuối cùng, trên một sàn diễn thời trang thực thụ. Mùa thi thứ tư đã kết thúc ngày 01 tháng 7, 2008 và mùa thi kế sắp sửa bắt đầu và tháng 4, 2009 với người dẫn chương trình mới Sarah Murdoch.
Chương trình được phát sóng trên kênh FOX8 và tại châu Á được phát sóng độc quyền trên kênh truyền hình Channel V quốc tế. Bốn mùa thi qua đã tìm kiếm được 4 thí sinh xuất sắc nhất xứng đáng với danh hiệu Australia's Next Top Model.

## Định dạng
Erika Heynatz là người dẫn giám khảo chính đầu tiên (Mùa 1 và 2), sau đó cô bị thay thế bởi người mẫu Jodhi Meares trong hai mùa thi kế tiếp và hiện tại từ mùa thi thứ năm Sarah Murdoch đang đảm nhận vai trò này. Chương trình được mua bản quyền độc quyền sản xuất trên toàn lãnh thổ Australia, dựa trên phiên bản gốc do cựu siêu mẫu Tyra Banks sáng lập và đồng sản xuất. Phiên bản tại Úc do Granada Productions chịu trách nhiệm sản xuất, đây cũng là nhà sản xuất của chương trình truyền hình ăn khách Dancing with the Stars. Với chín tuần phát sóng, mùa thi đầu tiên đã tuyển chọn được 10 gương mặt ưu tú nhất đến từ khắp mọi miền đất nước, trước đó cuộc tìm kiếm bắt đầu từ tháng 8, 2004. Mục đích chính của chương trình là tìm kiếm những cô gái có tài năng thô và đào tạo thành những người mẫu đích thực đầy tiềm năng cung cấp cho ngành công nghiệp người mẫu của quốc gia bằng cách mài giũa tài năng qua các bài học và thử thách.
10 thí sinh được chọn sẽ phải chung sống với nhau trong khoảng thời gian gần hai tháng, trong một căn hộ xa hoa và cách biệt với bên ngoài tại thành phố Sydney. Trong khoảng thời gian này, các cô phải chịu áp lực xa nhà và áp lực bị loại khi không hoàn thành tốt quá trình huấn luyện.
Qua từng tập phim, hội đồng giám khảo cùng với người dẫn và các chuyên gia thời trang danh tiếng sẽ tiến hành khảo sát và đưa ra nhận định về thái độ ứng xử, độ xuất sắc của tấm ảnh hay đoạn phim quảng cáo... Với những lời chỉ trích, các cô gái có nguy cơ bị loại.
Bắt đầu từ mùa 9, các thí sinh sẽ được đánh giá và chấm điểm qua bức ảnh và ai có điểm thấp nhất sẽ bị loại khỏi cuộc thi.

### Gương mặt khách mời
Mùa thi đầu, Blair McDonough, từ mùa thi đầu của Big Brother và phim Neighbours, được mời làm giám khảo trong thử thách diễn xuất. Mùa thi thứ hai, Beau Brady của Home and Away, cải trang thành nhiếp ảnh gia để chấm điểm thể hiện của các thí sinh trước ống kính. Ian Thorpe cũng xuất hiện trong chương trình này nhiều lần.

## Tai tiếng
Do bất đồng với việc Heynatz xuất hiện trong chương trình It Takes Two của kênh Channel Seven, nhà đài quyết định thay thay thế cô bởi Jodhi Meares.
Jodhi Meares đã tạo được ảnh hưởng lớn trong chương trình với vai trò người dẫn và giám khảo chính, dù trước đó cô đã được cân nhắc kĩ lưỡng để bù đắp vào những khiếm khuyết đã có của chương trình. Nhưng trong đêm đăng quang của Mùa thi 3 được truyền hình trực tiếp, Jodhi đã mắc hàng loạt sai lầm ngớ ngẩn ảnh hưởng nghiêm trọng đến hình tượng của cô và khả năng dẫn chương trình. Sai lầm càng lớn hơn trong mùa thi kế, khi cô vắng mặt nhiều giờ liền trước khi đêm chung kết mùa thi 4 được phát sóng trực tiếp. Với nhiều áp lực công việc và lời chỉ trích của người hâm mộ yêu cầu cô rời chương trình đã khiến cô quyết định rút lui. Có tin cho rằng Megan Gale được mời thay thế vị trí bỏ trống, nhưng nhà sản xuất đã thông báo Sarah Murdoch sẽ làm người dẫn mới dẫn dắt hội đồng giám khảo từ Mùa thi 5.

## Các mùa thi
| Mùa | Phát sóng           | Quán quân           | Á quân               | Các thí sinh theo thứ tự bị loại | Tổng số thí sinh | Điểm đến quốc tế    |
| --- | ------------------- | ------------------- | -------------------- | --- | ---------------- | ------------------- |
| 1   | 11 tháng 1 năm 2005 | Gemma Sanderson     | Chloe Wilson         | Naomi Thompson, Nicole Fraser, Atong Mulual, Allana Ridge (bỏ cuộc), Zoe McDonald, Simmone Duckmanton, Samantha Morley, Shannon McGuire                                                                                                  | 10               | Không có            |
| 2   | 4 tháng 1 năm 2006  | Eboni Stocks        | Jessica French       | Sasha Greenoff, Natalie Guiffre & Rebecca Pian, Sophie Miller, Sarah Lawrence, Hiranthi Warusevitane, Caroline Mouflard (bỏ cuộc), Lara Cameron, Louise Van Brussel, Madeleine Rose, Simone Viljoen                                      | 13               | Không có            |
| 3   | 27 tháng 3 năm 2007 | Alice Burdeu        | Steph Hart           | Jaimi Smith (bỏ cuộc), Cobi Marsh, Cassandra Hughes, Kara-Lee Taylor, Steph Flockhart, Jane Williamson, Sophie Wittingslow, Danica Brown, Paloma Rodriguez, Anika Salerno, Jordan Loukas                                                 | 13               | Los Angeles         |
| 4   | 22 tháng 4 năm 2008 | Demelza Reveley     | Alexandra Girdwood   | Kamila Markowska, Kristy Coulcher, Emma O’Sullivan, Belinda Hodge, Alamela Rowan, Jamie Lee & Leiden Kronemberger, Rebecca Jobson, Alyce Crawford, Caris Eves, Samantha Downie                                                           | 13               | Nadi New York       |
| 5   | 4 tháng 2 năm 2009  | Tahnee Atkinson     | Cassi Van Den Dungen | Laura Tyrie, Leah Johnsen, Georgie Kidman, Eloise Hoile & Mikarla Hussey, Madison Waller, Laura Mitchell, Lola Van Vorst, Franky Okpara, Adele Thiel, Clare Venema                                                                       | 13               | Abu Dhabi Luân Đôn  |
| 6   | 24 tháng 7 năm 2010 | Amanda Ware         | Kelsey Martinovich   | Alison Boxer & Ashlea Monigatti & Claire Smith & Sally Geach & Valeria Nilova, Megan Jacob, Ashton Flutey, Chantal Croccolo, Kimberly Thrupp, Brittney Dudley, Joanna Broomfield, Kathryn Lyons, Jessica Moloney, Sophie Van Den Akker   | 16               | Tokyo               |
| 7   | 24 tháng 1 năm 2011 | Montana Cox         | Liz Braithwaite      | Cassy Phillips-Sainsbury, Tayah Lee-Traub, Alissandra Moone & Annaliese McCann, Caroline Austin & Neo Yakuac, Yolanda Hodgson, Amelia Coutts & Jess Bush, Madeline Huett, Hazel O'Connell & Izzy Vesey, Rachel Riddel, Simone Holtznagel | 16               | Paris Dubai         |
| 8   | 9 tháng 7 năm 2013  | Melissa Juratowitch | Shanali Martin       | Chanique Greyling, Taylor Henley, Rhiannon Bradshaw, April Harvey & Brooke Hogan, Taylah Roberts (tước quyền thi đấu), Madeline Cowe, Ashley Pogmore, Shannon Richardson, Dajana Bogojevic & Jade Collins, Abbie Weir, Duckie Thot       | 15               | Băng Cốc Port Louis |
| 9   | 30 tháng 4 năm 2015 | Brittany Beattie    | Lucy Markovich       | Kaitlyn Bennett, Cassie Hargrave, Ayieda Malou, Phoebe Deskovic, Zahra Thalari, Tanahya Cohen, Izi Simundic, Jordan Burridge, Lauren Ericson, Jess Thomas, Alex Sinadinovic                                                              | 13               | New York            |
| 10  | 20 tháng 9 năm 2016 | Aleyna FitzGerald   | Sabine Jamieson      | Sofie Baric, Laura Taaffe, Summer Kane, Jordan Simek, Jessie Andrewartha, Christy Baker, Vitoria Triboni, Belinda Kosorok, Kassidy Ure, Linnea Stevens-Jones, Daisy Davies                                                               | 13               | Milan               |